# Catherine Bishop

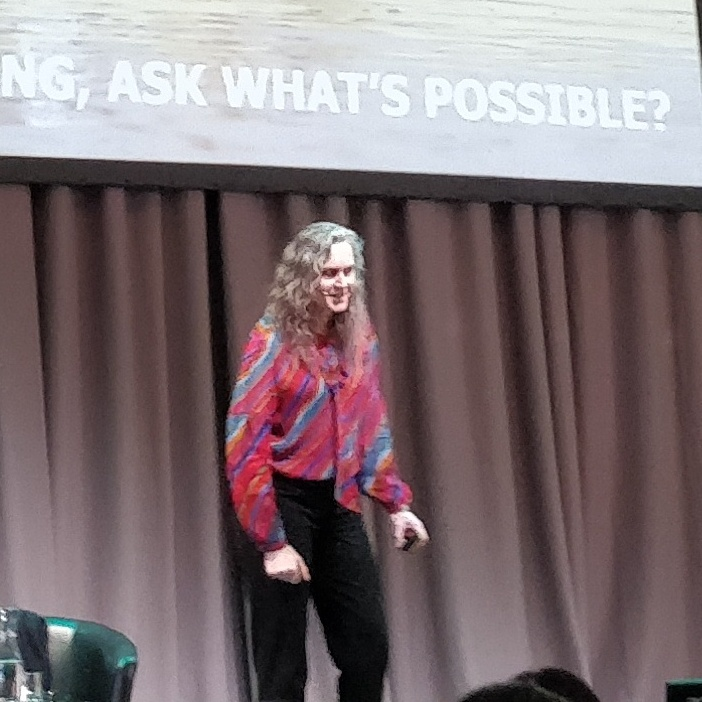
Catherine Bishop (2000)

Catherine „Cath“ Bishop (* 22. November 1971 in Southend-on-Sea) ist eine ehemalige britische Ruderin. Sie gewann 2004 eine olympische Silbermedaille.

## Karriere
Die 1,84 m große Catherine Bishop belegte 1995 mit dem britischen Achter den siebten Platz bei den Weltmeisterschaften. Im Jahr darauf erreichten die Britinnen den gleichen Platz bei den Olympischen Spielen in Atlanta. 1997 wechselte Bishop in den Zweier ohne Steuerfrau und belegte zusammen mit Dot Blackie den zweiten Platz beim Weltcup in Paris. Bei den Weltmeisterschaften 1997 schieden die beiden im Halbfinale aus. 1998 siegten Blackie und Bishop beim Weltcupauftakt in München und bei der zweiten Regatta im belgischen Hazewinkel. Bei den Weltmeisterschaften in Köln siegten die Kanadierinnen Alison Korn und Emma Robinson mit fast drei Sekunden Vorsprung vor Blackie und Bishop, die Silber knapp vor dem Zweier aus den Vereinigten Staaten erkämpften. 1999 siegten Blackie und Bishop beim Weltcupauftakt und belegten bei den beiden anderen Regatten den dritten und vierten Platz. Bei den Weltmeisterschaften im kanadischen St. Catharines ruderten die Britinnen auf den fünften Platz. Im Jahr darauf verpassten die beiden Britinnen bei den Olympischen Spielen in Sydney das A-Finale und belegten am Ende den neunten Platz.
Ab 2001 ruderte Catherine Bishop zusammen mit Katherine Grainger im ungesteuerten Zweier. Die beiden siegten beim Weltcup in Wien. Bei den Weltmeisterschaften in Luzern erreichten die beiden den fünften Platz im Zweier. Sie traten auch mit dem britischen Achter an und belegten hier den sechsten Platz. Nach einem Jahr Auszeit traten Bishop und Grainger 2003 wieder zusammen an und belegten in den drei Weltcupregatten den zweiten, ersten und dritten Platz. bei den Weltmeisterschaften 2003 in Mailand siegten die Britinnen mit einer Sekunde Vorsprung auf die Weißrussinnen Julija Bitschyk und Natallja Helach und die Rumäninnen Georgeta Andrunache und Viorica Susanu. Auch 2004 belegten Grainger und Bishop im Weltcup einmal jeden Medaillenrang. Bei den Olympischen Spielen in Athen siegten Andrunache und Susanu mit zwei Sekunden Vorsprung auf die Britinnen, die beiden Weißrussinnen gewannen eine Sekunde hinter den Britinnen die Bronzemedaille.
Catherine Bishop begann mit dem Rudersport als Studentin am Pembroke College in Cambridge. Danach studierte sie an der University of Wales in Aberystwyth und machte 2000 ihren Ph.D. in zeitgenössischer deutschsprachiger Literatur an der University of Reading. Nach ihrer Ruderkarriere war sie zunächst im Diplomatischen Dienst tätig. Seit 2015 ist sie Kommentatorin des Boat Race für die BBC, daneben ist sie in weiteren Funktionen für den Rudersport tätig.